# Iveco
Iveco (от Industrial Vehicles Corporation — «Корпорация автомобилей промышленного назначения») — итальянская автомобилестроительная компания, производитель грузовиков, автобусов и спецтехники. Штаб-квартира расположена в Турине. Была основана в 1975 году как подразделение автоконцерна FIAT, с 2013 года входила в состав группы CNH Industrial, в 2022 году стала самостоятельной компанией Iveco Group N.V., зарегистрированной в Нидерландах.

## История

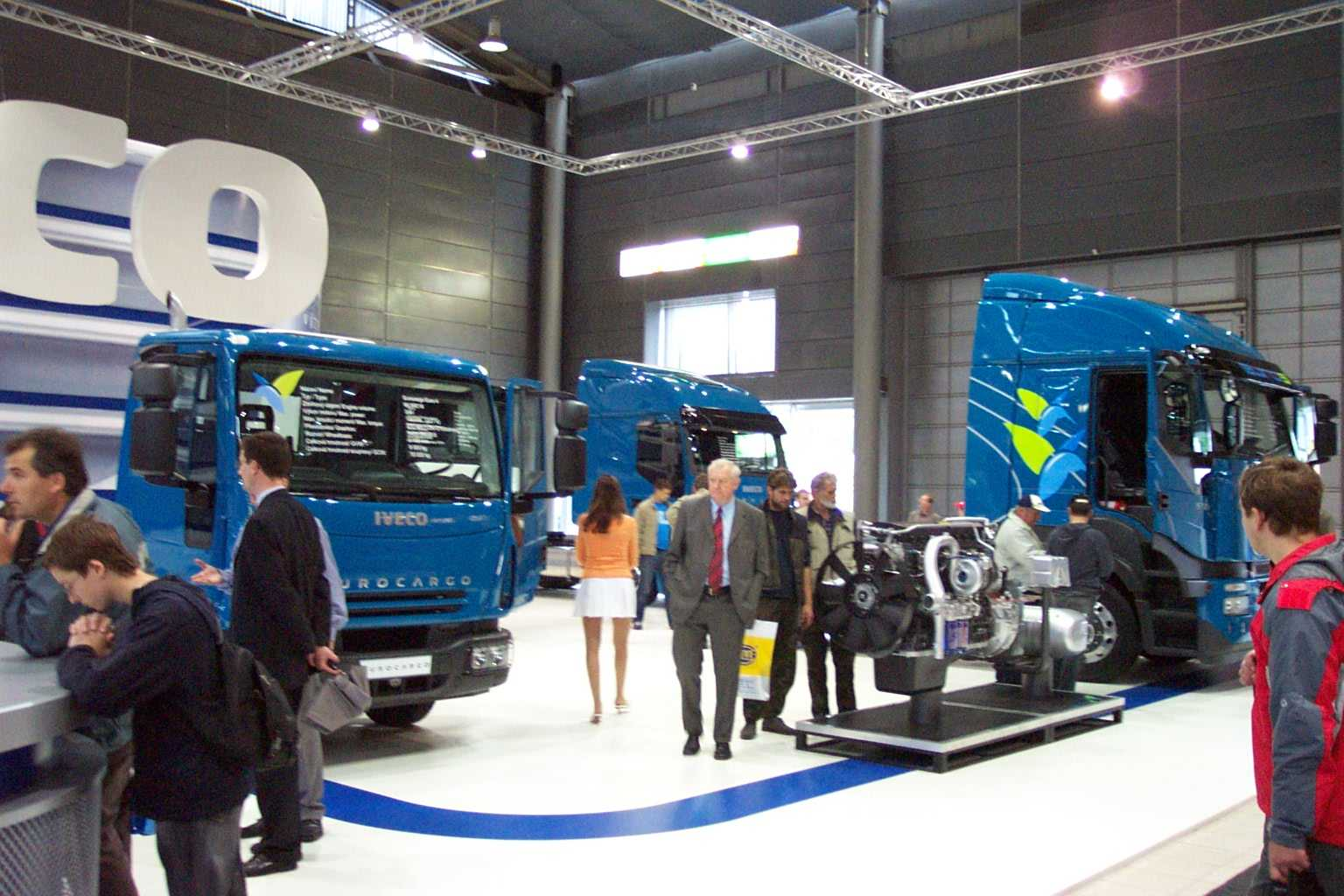
Автомобили Iveco на выставке

Концерн Iveco был образован в 1975 году в результате соглашения Klockner-Humboldt-Deutz (KHD) о передаче его отделения Magirus-Deutz под управление FIAT. В состав Iveco вошли 5 компаний по производству грузовиков и спецтехники: итальянские Fiat Veicoli Industriali, Officine Meccaniche и Lancia Veicoli Speciali, французская Unic и немецкая Magirus-Deutz. Штаб-квартира Iveco разместилась в Турине. Основной целью объединения было сокращение числа моделей, поскольку на 5 компаний приходилось около 200 моделей и 600 модификаций, которые имели сходные характеристики и конкурировали между собой. Первым автомобилем разработки Iveco стал малотоннажный грузовик Iveco Daily, представленный на рынок в 1978 году. В 1984 году начался серийный выпуск крупнотоннажного грузовика Iveco Turbostar.
В 1986 году были куплены 2 компании: британское подразделение компании Ford по производству грузовиков и итальянский производитель самосвалов Astra. В 1990 году была поглощена испанская компания Enasa, производитель грузовиков и автобусов Pegaso, а в 1991 году — её британский филиал Seddon Atkinson. Также в 1991 году китайская компания Nanjing Automobile приобрела права на сборку Iveco Daily в КНР. В 1992 году был создан австралийский филиал ITAL (Iveco Truck Australia Limited).
Во второй половине 1990-х годов была разработана новая модель двигателя Iveco Cursor. Также в этот период было создано совместное предприятие в КНР Naveco. В 1996 году была куплена компания Carniva. В начале 2000-х годов была куплена компания Irisbus по производству автобусов (до этого это было совместное предприятие с Renault) и создано ещё два совместных предприятия в КНР (с Changahou Bus и SAIC Motor). В 2002 году началось производство крупнотоннажного тягача Iveco Stralis.
В 2011 году для Iveco была создана холдинговая компания Fiat Industrial в составе концерна Fiat. В 2013 году произошло слияние Fiat Industrial с производителем сельскохозяйственной техники CNH Global, в результате образовалась компания CNH Industrial.
С начала 2022 года Iveco Group N.V. стала самостоятельной компанией, 3 января 2022 года её акции были размещены на Итальянской фондовой бирже.

## Собственники и руководство
Крупнейшим акционером является холдинг семьи Аньелли Exor, ему по состоянию на 2024 год принадлежало 27,06 % акций; в целом семье Аньелли принадлежит 43,25 % акций. Вторым крупнейшим акционером является Государственный пенсионный фонд Норвегии (6,48 %).
- Сьюзан Хейвуд (Suzanne Heywood, род. в 1969 году) — председатель совета директоров с начала 2022 года, управляющий директор Exor с 2016 года. Ранее (с 1997 по 2016 год) работала в McKinsey & Company.
- Геррит Андреас Маркс (Gerrit Andreas Marx, род. в 1975 году) — генеральный директор (CEO) с начала 2022 года, с 2019 года возглавлял подразделение коммерческого транспорта CNH Industrial. Прежние места работы включают McKinsey & Company (1999—2007), Daimler (2007—2012), Bain Capital (2012—2019).

## Деятельность
Производственные мощности насчитывают 30 заводов, наибольшее их число в Италии (Турин, Брешиа, Больцано, Фоджа, Пьяченца, Судзара), а также во Франции (Анноне, Бурбон-Ланси, Венисьё, Рорте, Фуршамбо), Бразилии (Сети-Лагоас), Германии (Ульм), Китае (Чунцин, Шанхай), Аргентине (Кордова), Испании (Мадрид, Вальядолид), Чехии (Високе-Мито). Основным брендом является Iveco, для автобусов используются бренды Iveco Bus и Heuliez, для военной техники — IDV, для строительной техники и карьерных самосвалов — Astra, для пожарных машин — Magirus.
За 2023 год было продано 177,8 тыс. автомобилей, в том числе лёгких грузовиков — 103,7 тыс., средних и тяжёлых грузовиков — 57,2 тыс., автобусов — 12.4 тыс., спецтранспорта — 4,5 тыс. Важнейшими рынками были Италия (33,2 тыс.), Франция (24,1 тыс.), Германия и Швейцария (20,3 тыс.), Испания и Португалия (17,0 тыс.), Великобритания (12,1 тыс.), Южная Америка (17,4 тыс.). Также было продано 460,7 тыс. двигателей, 64,8 тыс. трансмиссий и 233,3 тыс. осей.
Подразделения по состоянию на 2023 год:
- Commercial and Specialty Vehicles — производство грузовых автомобилей, автобусов и специального автотранспорта; 74 % выручки;
- Powertrain — производство под брендом FPT Industrial автомобильных двигателей различных типов и элементов трансмисси, а также судовых двигателей и дизельных электростанций; 23 % выручки;
- Financial Services — финансовые услуги автодилерам и покупателям; 3 % выручки.

Распределение выручки по регионам:
- Европа — 76 %;
- Южная Америка — 9 %;
- Северная Америка — 2 %;
- другие регионы — 13 %.

В списке крупнейших публичных компаний мира Forbes Global 2000 за 2023 год Iveco Group заняла 1759-е место.
С конца 1980-х годов Iveco совместно с компанией Oto Melara участвует в консорциуме IVECO-FIAT-OTO-Melara, созданном для совместного производства бронеавтомобилей.

### Модельный ряд Iveco
Грузовые автомобили:
- Iveco Daily
- Iveco EuroCargo
- Iveco Stralis
- Iveco Trakker
- Iveco Magirus
- Iveco s-way

Дизельные электростанции Iveco Motors:
- G-Drive Diesel
- Genset Diesel
- Genset Gas
- Genset Marine
- Genset Soundproofed
- Special Generating Sets

### Автобусы Iveco
С 2000 года выпускается 22-местный универсальный автобус IVECO 65С12, с 6-цилиндровым 5,9-литровым дизелем мощностью 146 л. с. от легкого грузовика EuroCargo и облицовкой от серии Daily. С середины 90-х годов программу тяжелых автобусов IVECO возглавляют 100-местные низкорамные городские машины CityClass длиной 10 795 или 11 995 мм (модели «10» и «12»). Их полная масса — 18,6-21,0 т, число посадочных мест — 20-42. Двигатель рядный 6-цилиндровый дизель IVECO (7685 см³, 220—270 л. с.) с турбонаддувом. На его основе предлагается междугородный вариант EuroRider на 52-58 посадочных мест, включая также 3-осный вариант 6х2.
Основная масса автобусов марки IVECO создается на шасси легких грузовиков и фургонов Daily и TurboDaily, но сборка более крупных машин по заказам осуществляется теперь на новом совершенном предприятии в местечке Валле Уфита, близ Неаполя. Подавляющее большинство малых автобусов Daily создается на головном заводе фирмы IVECO, используя серийные шасси 40С, 45С и 50С с колесной базой от 3200 до 3950 мм, дизельные двигатели мощностью 106, 125 или 146 л. с. и 6-ступенчатую ручную или полуавтоматическую коробку передач. Эти туристские, городские или пригородные автобусы имеют габаритную длину 7012 мм и полную массу 4,6-5,2 т.
Осенью 2000 года компания IVECO представила свой новый туристский 12-метровый автобус высшего класса Domino 2001 шириной 2550 мм с высоким расположением салона, где размещены 49 индивидуальных сидений, способных опускаться в почти горизонтальное положение. В заднем силовом отсеке размещаются 9,5-литровый мотор в 375 л. с. и автоматическая 8-ступенчатая коробка передач ZF. Общее ежегодное производство автобусов IVECO находится на уровне 2000—2599 единиц.
Шасси EuroCargo серий ML80E18 и ML100E18 с двигателем в 177 л. с. служат также для создания автобусов средней вместимости IVECO EuroMidi CC80E18 и СС100Е18 полной массой 8-10 т. Оригинальные полукапотные или бескапотные кузова для них выпускают специализированные фирмы Orlandi, Autodromo, Ernst Auwarter, Kusters, EA KFB Gera, Pucher и другие.
В 1998 году был представлен компактный 2-дверный городской автобус IVECO EuroPolis длиной 9230 мм на 58 пассажиров (мест для сидения — 18). Его приводит рядный 6-цилиндровый 5,9-литровый дизель IVECO 8060.45 в 207 л. с. в блоке с автоматической 4-ступенчатой коробкой передач ZF.С 1992 года с многочисленными изменениями выпускается 12-метровый автобус EuroClass.Автобус предлагается в туристском и междугородном исполнениях с числом посадочных мест 46-57 и полной массой 18 т. TopClass — туристский автобус с изменённой передней облицовкой и приподнятым расположением салона на 40-48 мест.

### Iveco в СССР и России
В СССР и России концерн Iveco присутствует практически с даты образования. С 1975 года грузовики Magirus, вошедшего в состав Iveco, работали на строительстве Байкало-Амурской магистрали. В последующие годы их сменили грузовики уже под маркой собственно Iveco — модернизированные Iveco Trakker.
- 1991 год — открылось официальное представительство компании.
- 1994 год — на базе российского завода «УралАЗ-Уральский автомобильный завод» (г. Миасс, Челябинская область) было основано российско-итальянское предприятие тяжёлых грузовиков Ивеко-Уралаз (впоследствии — Ивеко-АМТ). На предприятии выпускались Урал-Iveco-5531 и УралАз-IVECO-6329, по состоянию на февраль 2012 года производились грузовики Iveco Trakker и ряд других моделей.
- 2007 год — Iveco и промышленная группа «Самотлор-НН» учредили в Нижнем Новгороде компанию «Савеко» (совместное предприятие), которая должна была собирать автобусы и коммерческий транспорт. Объём производства нового СП должен был составлять 25 тысяч лёгких коммерческих грузовиков Iveco Daily[10]. В октябре 2009 года российская компания «Самотлор-НН» подала иск о признании «Савеко» банкротом.
- 2007 год — образована дочерняя компания Iveco S.p.A. — ООО «Ивеко Руссия», занявшая место официального представительства. В октябре 2010 года партнёрская сеть ООО «Ивеко Руссия» насчитывала 36 центров продаж, из которых 26 — авторизованные дилерские центры, и 24 центра сервисного обслуживания[11]. Каждый год дочерняя компания проводит собрание всех дилеров в Москве и отмечает заслуги своих партнёров.

## Галерея

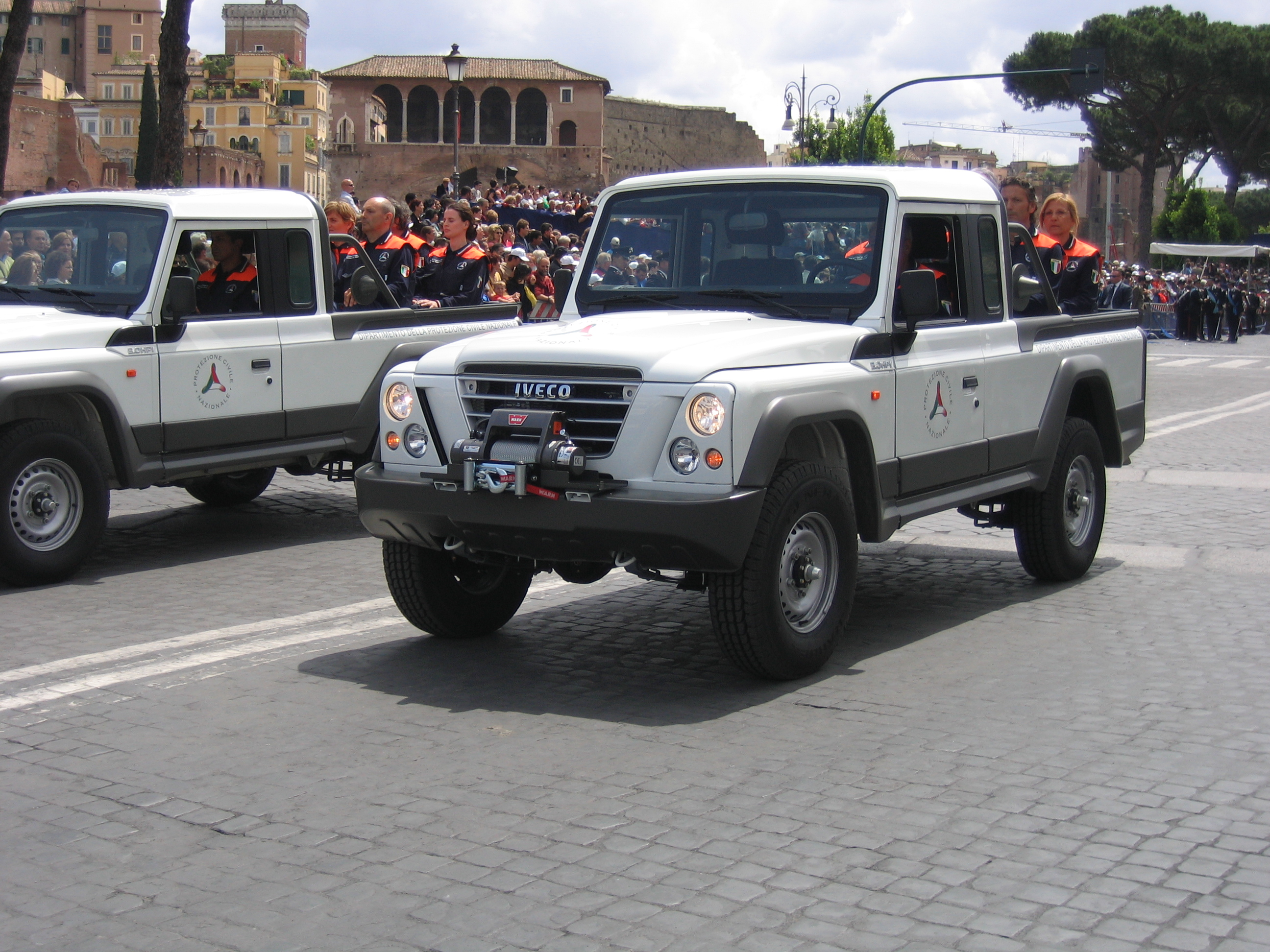
Iveco Massif
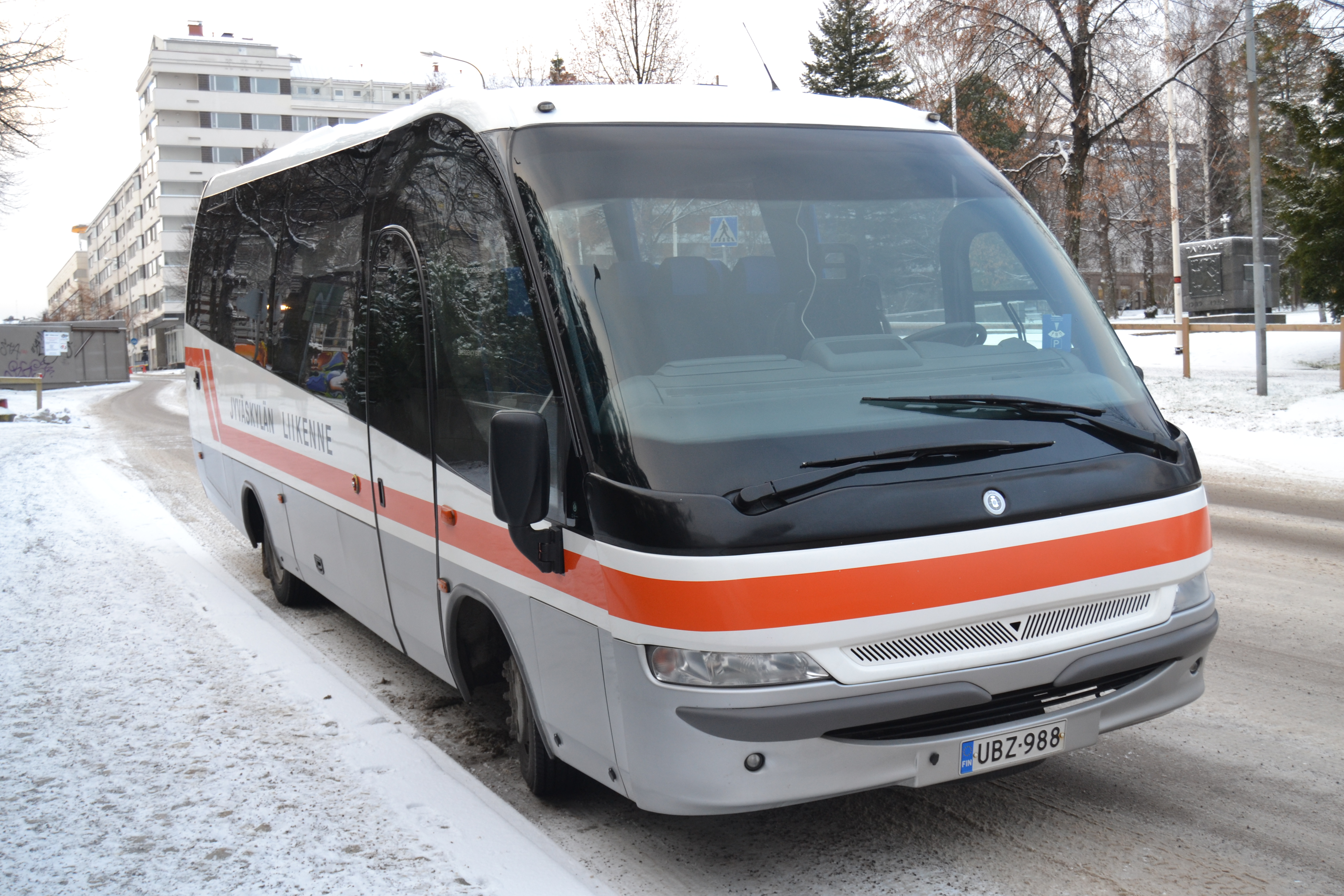
Iveco Indcar Mago 2 в Йювяскюля
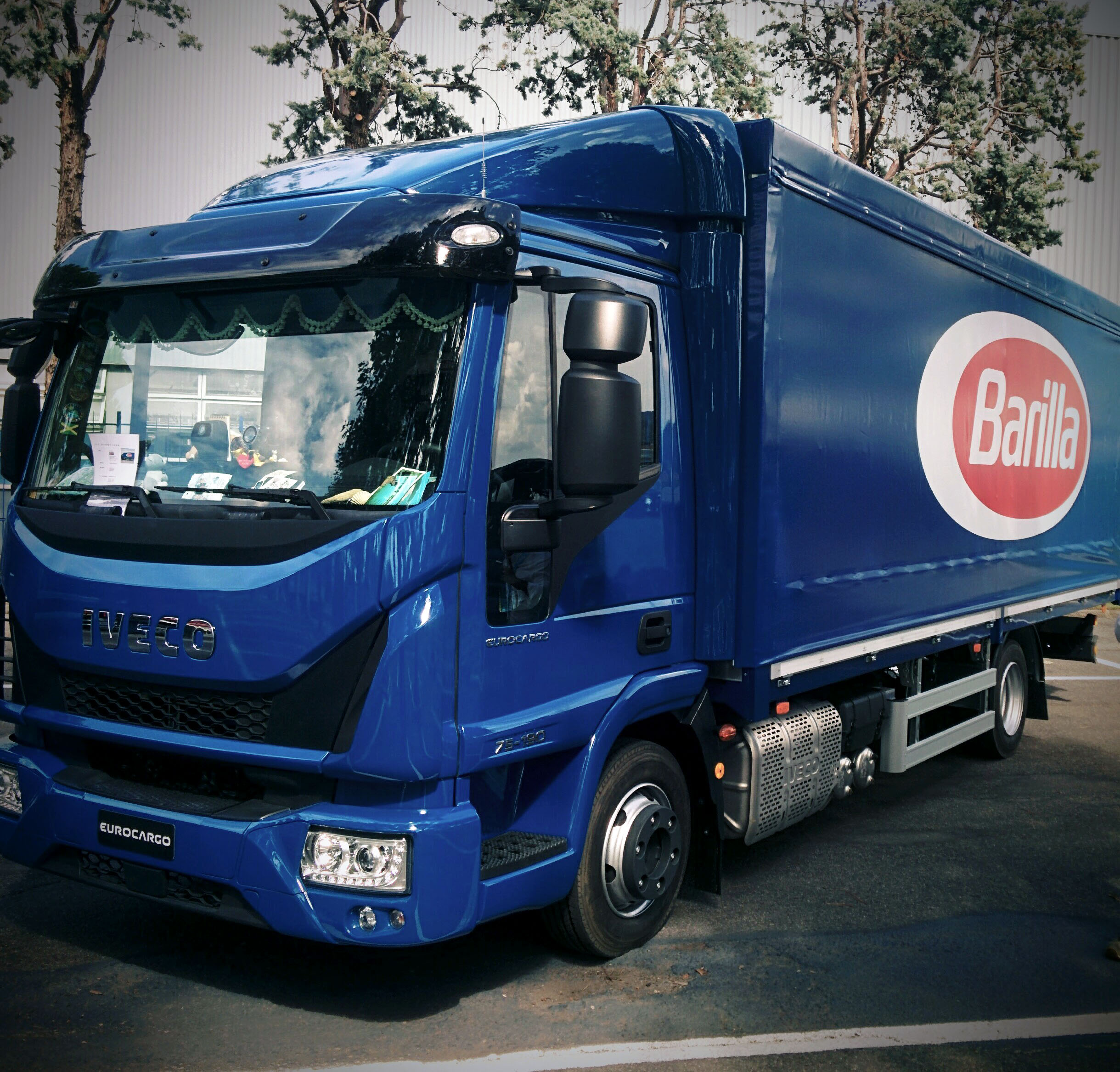
Iveco EuroCargo (Модель 2015 года)
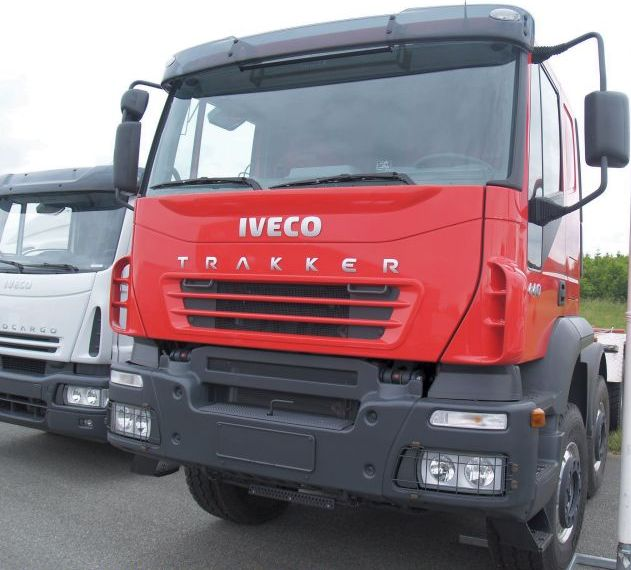
Iveco Trakker
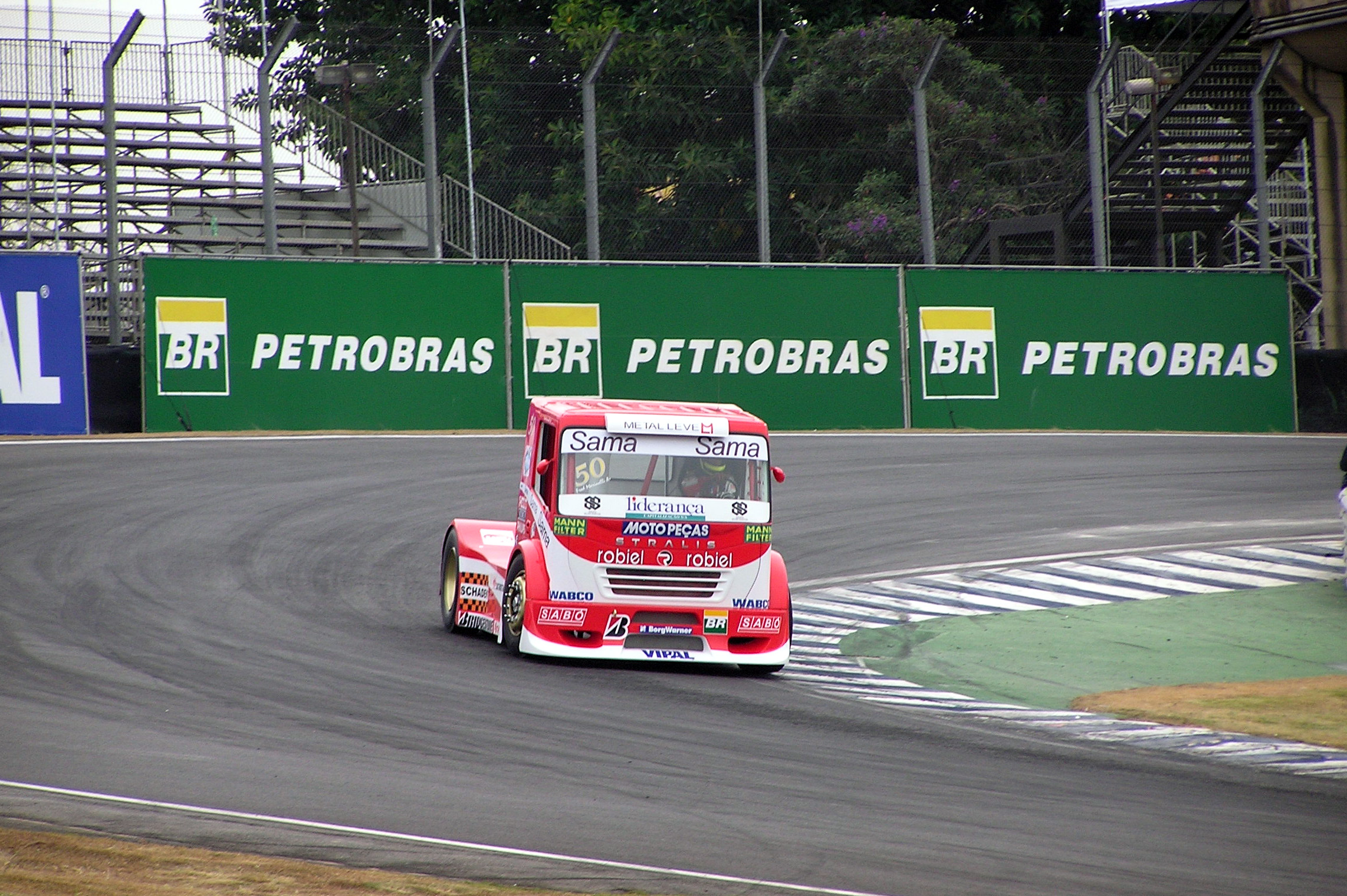
Спортивный Iveco Stralis
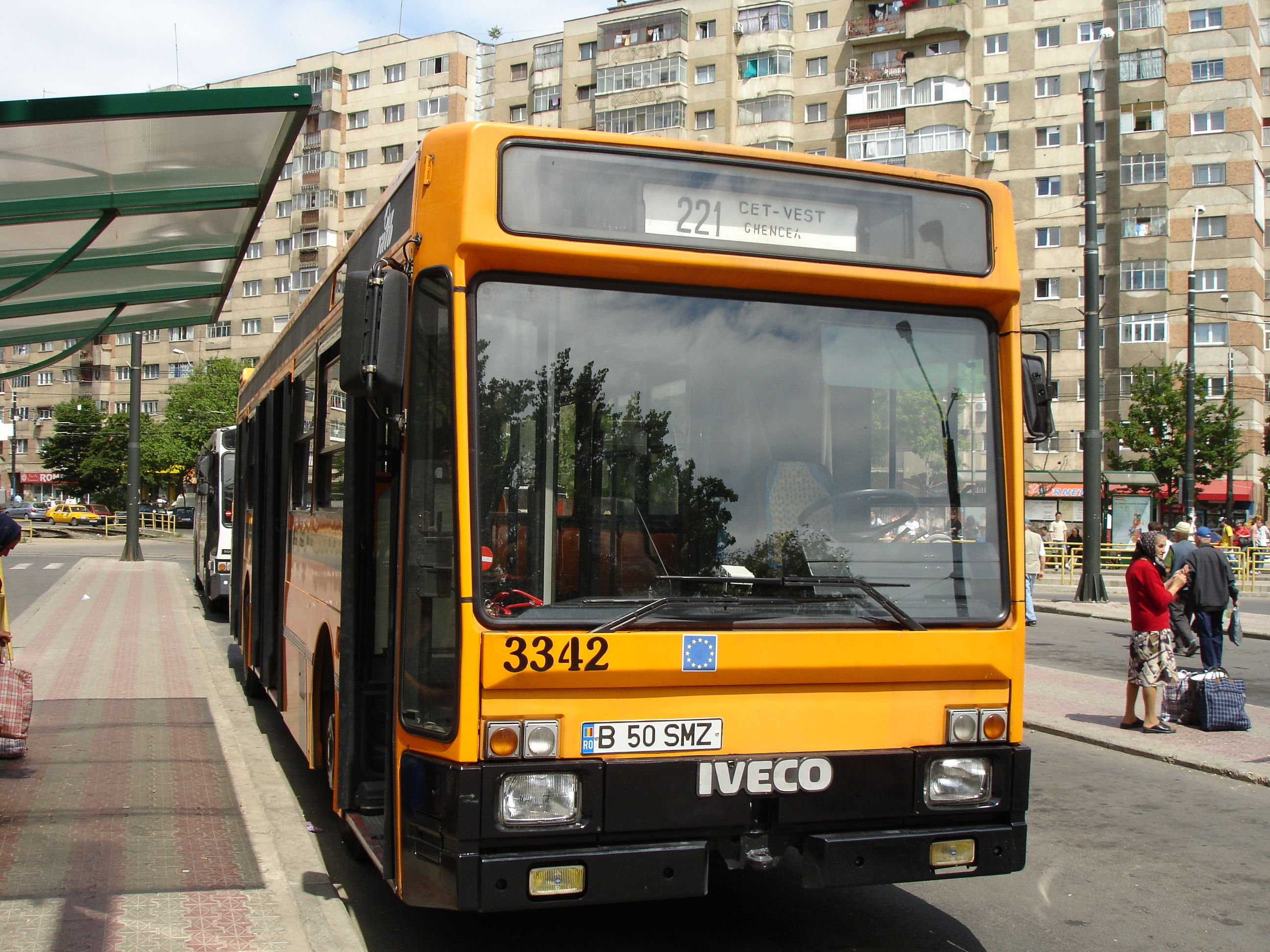
Автобус Iveco TurboCity-U 480 в Бухаресте
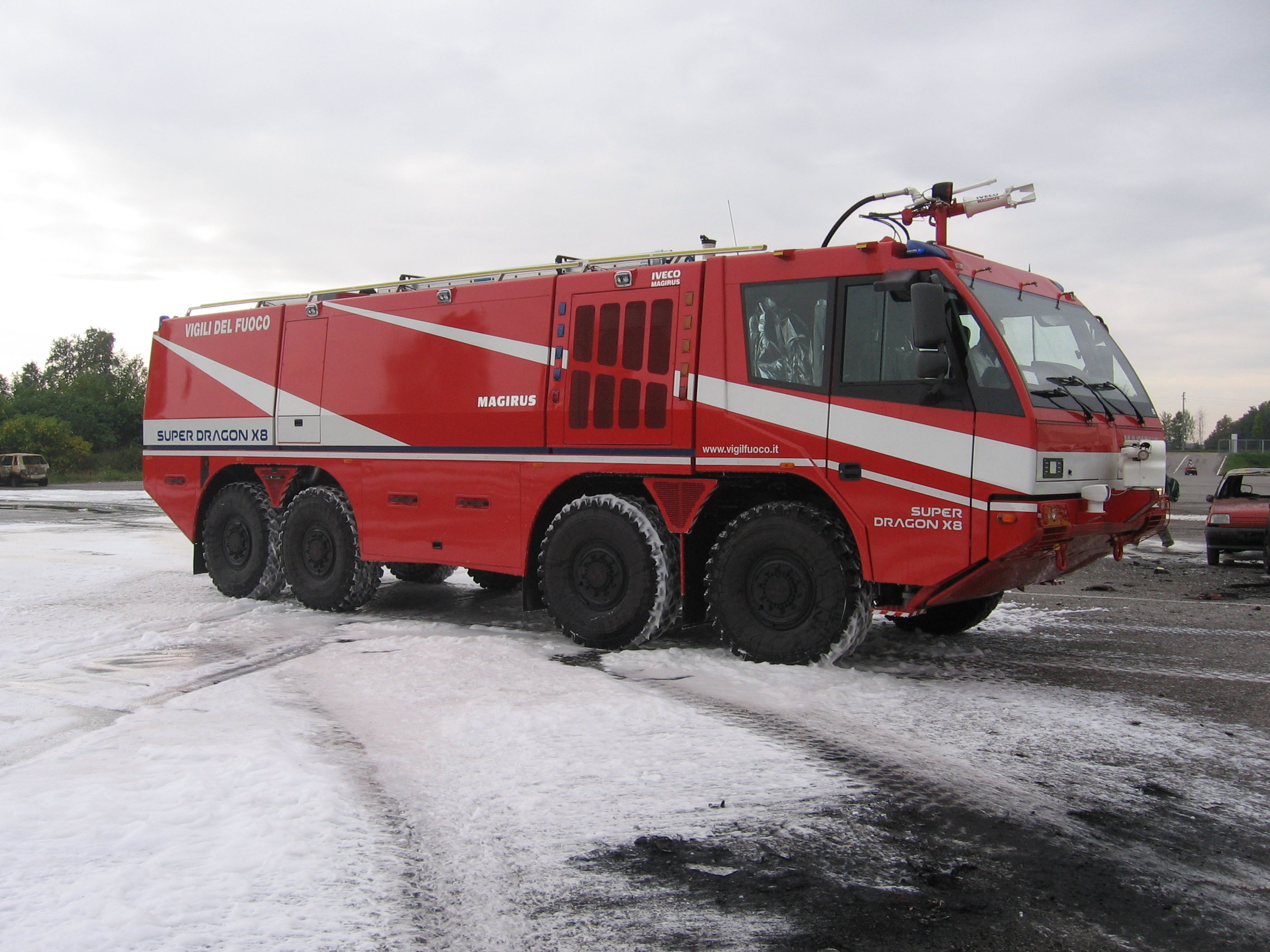
Iveco Magirus Super Dragon X8
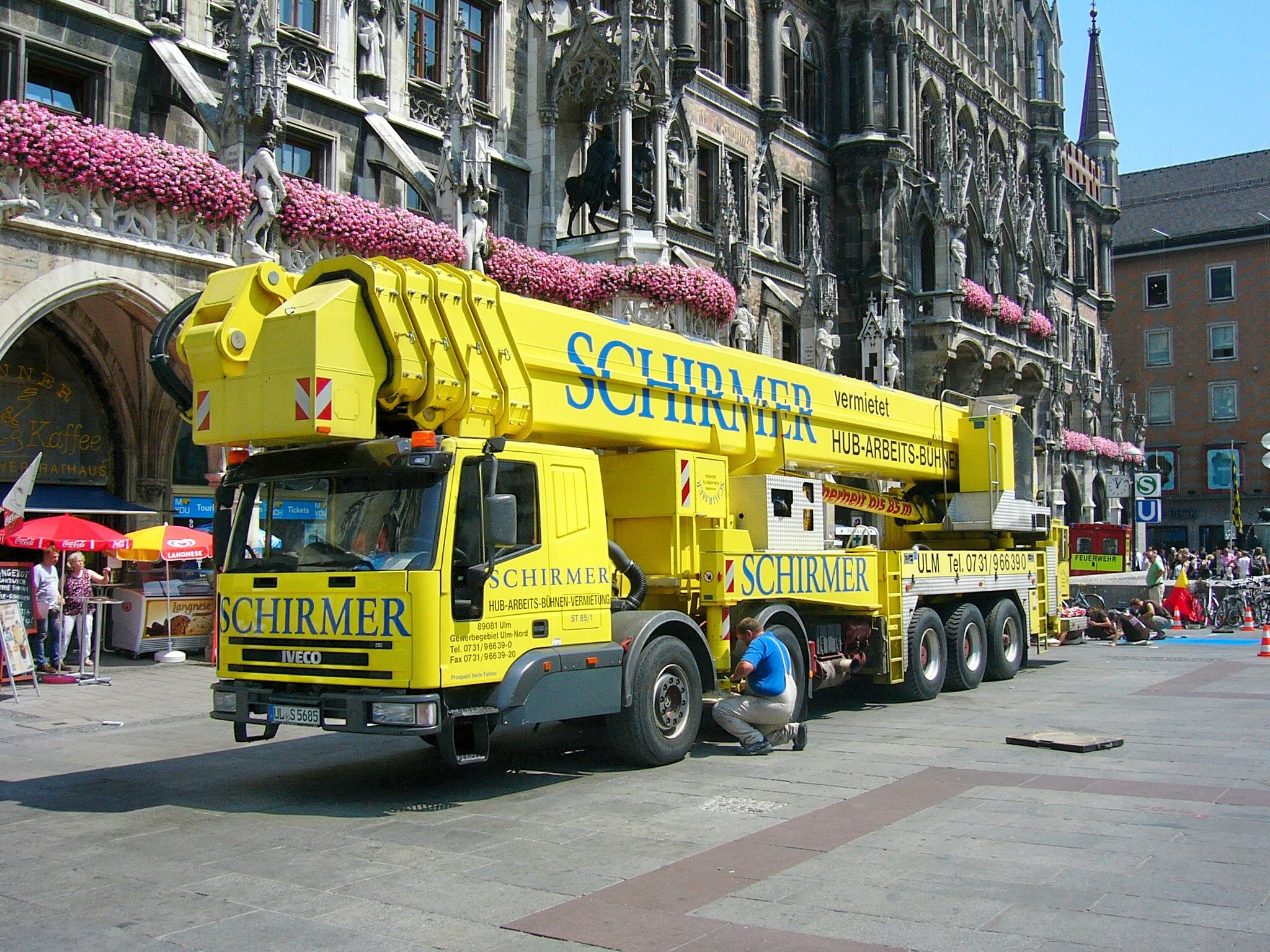
Iveco-Autokran
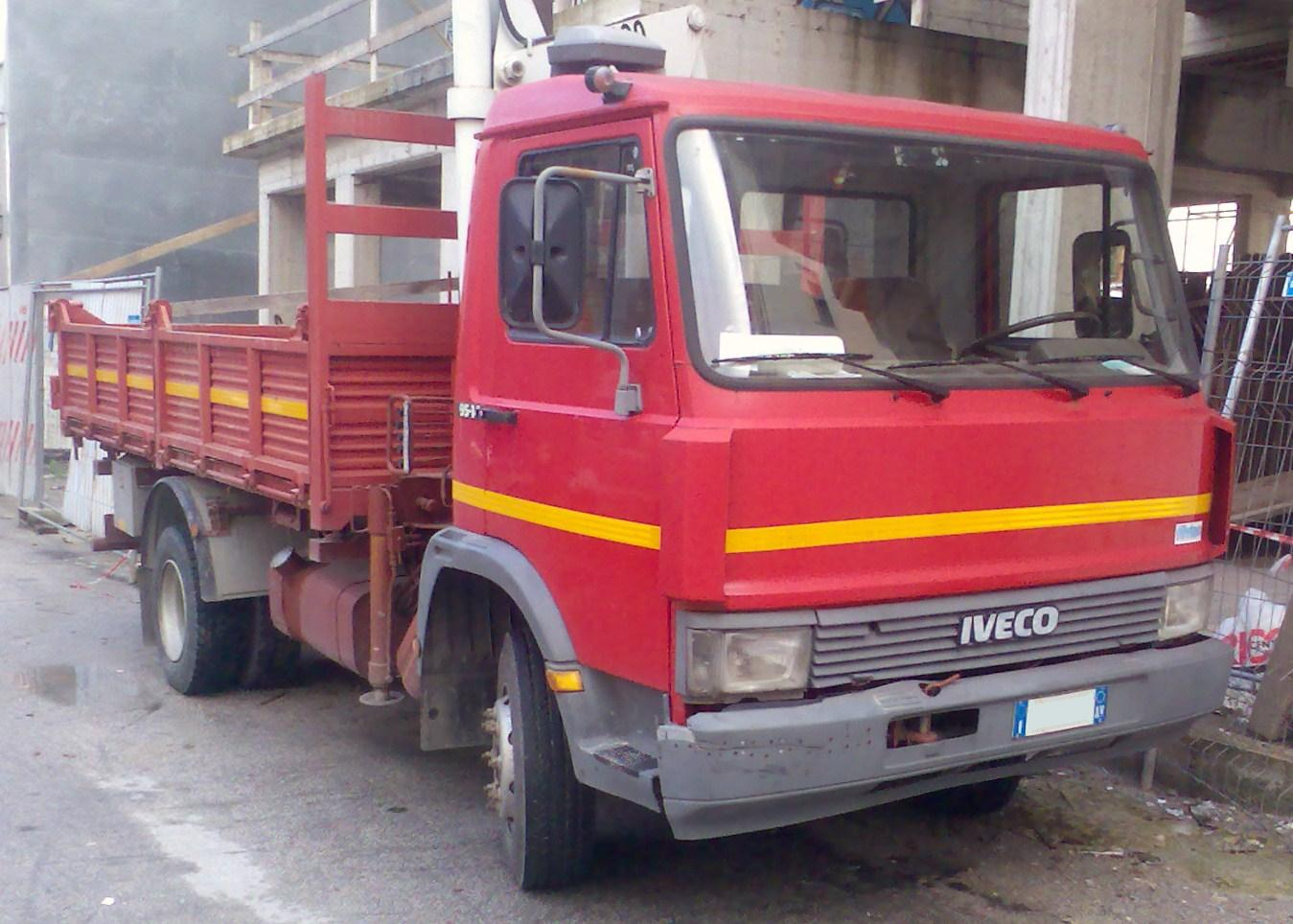
Iveco Zeta
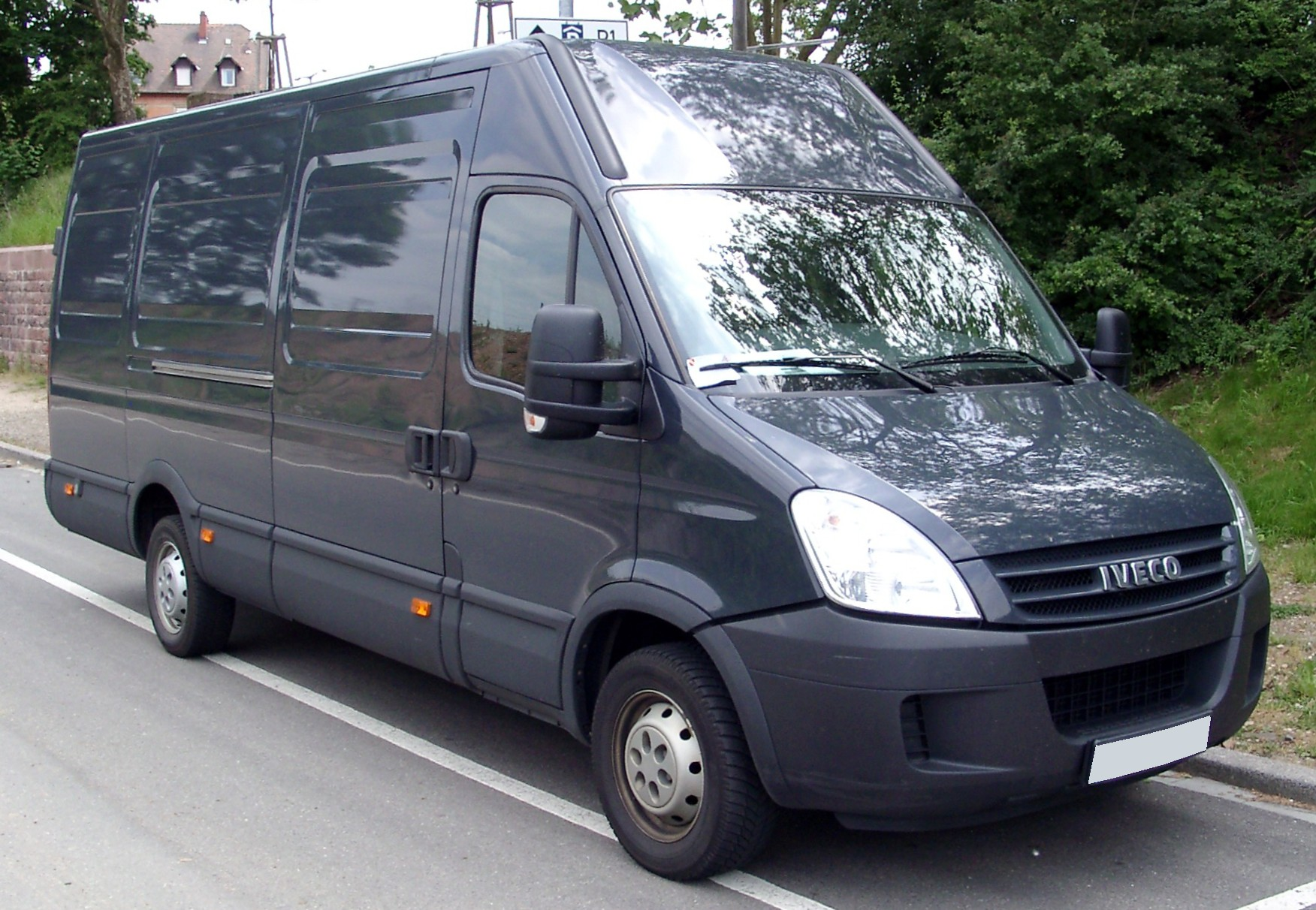
Iveco Daily
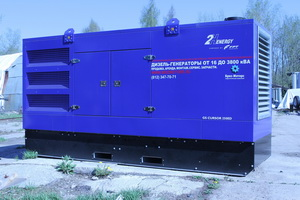
Миниэлектростанция Iveco Motors серии Cursor